# Übelbach
Übelbach est une commune autrichienne du district de Graz-Umgebung en Styrie.

## Géographie
Übelbach se trouve à 23 km au nord-ouest du centre-ville  de Graz.